# Leichtathletik-Europameisterschaften 2010/Teilnehmer (Malta)
Malta meldete zwei Sportler für die Leichtathletik-Europameisterschaften 2010 (27. Juli bis 1. August in Barcelona). Beide schieden allerdings bereits in der Qualifikationsphase aus.
| Wettbewerb | Männer                    | Frauen                        |
| ---------- | ------------------------- | ----------------------------- |
| 100 m      | Mario Bonello (34. Platz) |                               |
| Weitsprung |                           | Rebecca Camilleri (24. Platz) |